# Giuseppe Allamano
Giuseppe Allamano, I.M.C. (21. ledna 1851, Castelnuovo d'Asti – 16. února 1926, Turín) byl italský římskokatolický kněz, zakladatel Misionářského Institutu Consolata a jeho ženské větve Sester misionářek od Utěšitelky. Katolická církev jej uctívá jako světce.

## Život
Narodil se dne v 21. ledna 1851 v Castelnuovo d'Asti. Jeho matka byla mladší sestrou sv. Giuseppeho Cafassa. Jeho otec zemřel na antrax, když mu byly tři roky.
V letech 1861–1866 navštěvoval oratoř sv. Jana Bosca ve Valdoccu (část Turína). Svá kněžská studia zahájil v Turíně v listopadu 1866  a dne 20. září 1873 byl vysvěcen na kněze pro turínskou arcidiecézi. Stal se poté duchovním vůdcem na turínském semináři. V roce 1876 obdržel doktorát teologie. Dne 2. října 1880 byl jmenován rektorem svatyně Santuario della Consolata v Turíně, kterým byl po zbytek svého života. V letech 1883–1885 restrukturalizoval jím spravovanou svatyni a opravil střechu. V roce 1899 pověřil architekta Carla Ceppiho, aby rozšířil vnitřní prostor svatyně o stavbu čtyř kruhových kaplí. V Turíně odporoval různé sociální iniciativy. V roce 1899 začal vydávat měsíčník La Consolata.
V roce 1891 se poté, co se zotavil z těžké nemoci, rozhodl založit misijní společnost pro kněze a laiky. Dne 29. ledna 1901 založil Misionářský Institutu Consolata a dne 29. ledna 1910 založil také jeho ženskou větev Sestry misionářky od Utěšitelky. První misionáři z institutu dorazili do Keni v roce 1902.
Během návštěvy papeže sv. Pia X. roku 1912 žádal zavedení každoročního dne misií, který by probuzoval misijní povolání. Toto jeho přání splnil papež Pius XI. roku 1926 vytvořením Misijní neděle. Během první světové války pracoval na pomoci uprchlíkům.
Zemřel v Turíně dne 16. února 1926.

## Úcta
Dne 13. května 1989 jej papež sv. Jan Pavel II. podepsáním dekretu o jeho hrdinských ctnostech prohlásil za ctihodného. Dne 10. července 1990 byl uznán zázrak na jeho přímluvu, potřebný pro jeho blahořečení.
Blahořečen pak byl dne 7. října 1990 na Svatopetrském náměstí papežem sv. Janem Pavlem II. Dne 23. května 2024 byl uznán druhý zázrak na jeho přímluvu, potřebný pro jeho svatořečení. Svatořečen pak byl dne 20. října 2024 na Svatopetrském náměstí papežem Františkem.
Jeho památka je připomínána 16. února. Bývá zobrazován v kněžském oděvu. Je patronem jím založených institutů.